# Polytypie
Polytypie ist ein Begriff aus der Kristallographie und bezeichnet das Phänomen, dass eine Substanz in zwei oder mehreren verschiedenen Kombinationen schichtartiger Struktureinheiten vorliegt. 

## Grundlagen

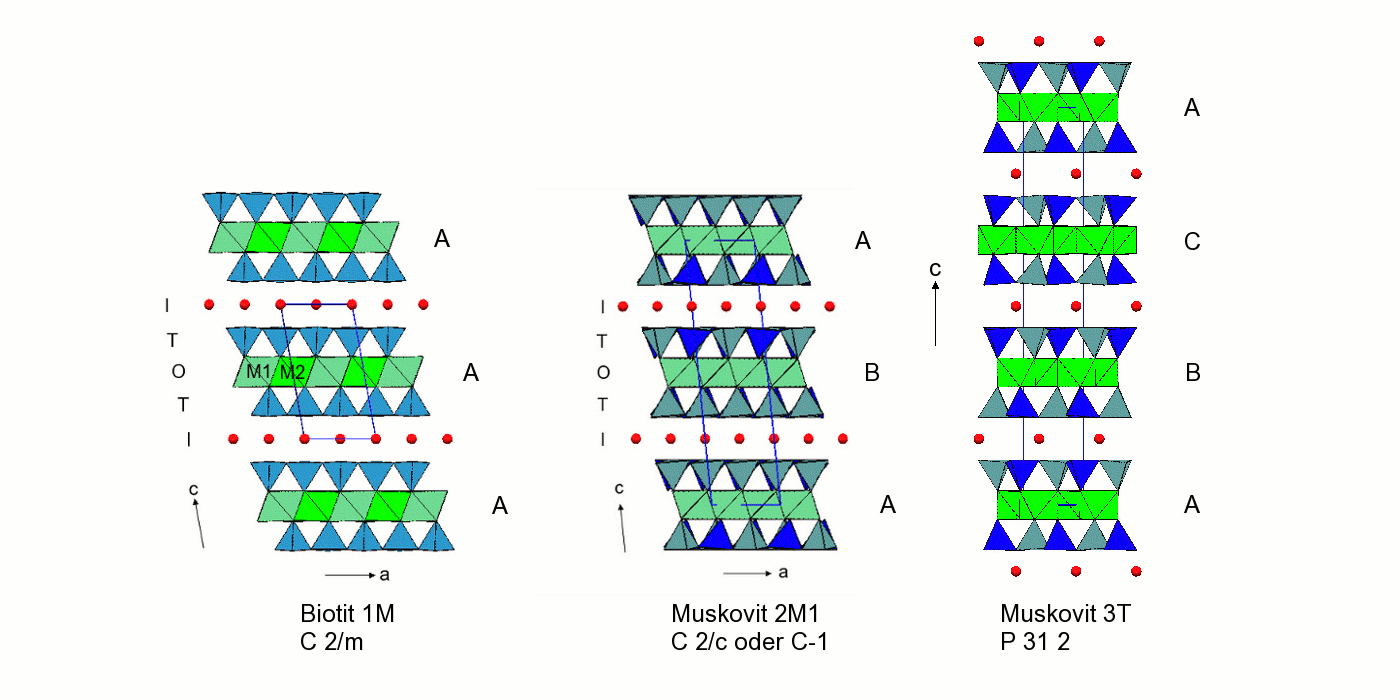
Polytypie am Beispiel der Glimmergruppe: Die Großbuchstaben A, B, C bezeichnen Schichteinheiten der Glimmerstruktur mit unterschiedlicher Orientierung

Die Strukturen von Polytypen unterscheiden sich nur in der Abfolge und Orientierung (Ausrichtung zu den kristallographischen Achsen) der einzelnen Schichten, aber nicht bzw. nicht sehr in deren Aufbau und Zusammensetzung. Abweichungen in den Zusammensetzungen verschiedener Polytype einer Verbindung dürfen 0,25 apfu (Atome pro Formeleinheit) nicht überschreiten; bei größeren Unterschieden spricht man von Polytypoiden. 
Polytype haben in Richtung der Stapelung der schichtförmigen Baugruppen Gitterkonstanten, die ganzzahlige Vielfache der Dicke der einzelnen Einheiten sind. Die übrigen Kanten der Elementarzellen verschiedener Polytype sind nahezu gleich. 
Da sich Polytype nur in der Abfolge unterschiedlich orientierter aber ansonsten nahezu gleicher Baugruppen unterscheiden, sind ihre thermodynamischen Eigenschaften ebenfalls fast gleich. Infolgedessen können verschiedene Polytype einer Verbindung bei gleichen Bedingungen nebeneinander gebildet werden, z. B. Muskovit-2M1, -2M2 und -3T oder Phlogopit-1M und -3T. Vermutlich spielen hierbei aber auch geringe Unterschiede in den Zusammensetzungen und Prozesse beim Kristallwachstum (Kinetik) eine Rolle. 
In Gegensatz hierzu brauchen verschiedene Polymorphe einer Verbindung keine strukturell ähnlichen Baueinheiten aufzuweisen. Polymorphe haben im Allgemeinen klar voneinander abgegrenzte Stabilitätsbereiche, und ihre Gitterkonstanten stehen nicht notwendigerweise in einfachen ganzzahligen Verhältnis zueinander.

## Nomenklatur
Eine Kommission der International Mineralogical Association (IMA) und der International Union of Crystallography (IUCr) erarbeitete ein Notationssystem für polytype Verbindungen.
Demnach setzt sie die Bezeichnung einer polytypen Verbindung zusammen aus
- dem Mineralnamen, gefolgt von einem Bindestrich
- einem Suffix. Das Suffix setzt sich aus vier Teilen zusammen: 
  - einem Großbuchstaben zur Bezeichnung des Kristallsystems:
    - C: kubisch
    - H: hexagonal
    - T: trigonal
      - R: rhomboedrisch

    - TT oder Q (für quadratisch): tetragonal
    - OR oder O: orthorhombisch
    - M: monoklin
    - A (für anortisch) oder TC: triklin
    - P: Pseudosymmetrie; kann der Bezeichnung des Kristallsystems vorangestellt werden, wenn die wahre Symmetrie nicht bekannt oder Pseudosymmetrie von besonderem Interesse ist.

  - drei Kleinbuchstaben (a,b,c) für die Achsen der Elementarzellen, jeweils ergänzt um eine Zahl, die die Periodizität der Struktureinheiten relativ zu den Kanten der Elementarzelle angibt. In Fällen, in denen diese Periodizität fehlt (ungeordnete Abfolge der Baueinheiten), wird die betroffene Achse mit einem tiefer gestellten d für disordered – ungeordnet gekennzeichnet.

Die vollständigen Namen der polymorphen Verbindung Al(OH)3 lauteten z. B.: 
- Gibbsit-PORabc (Bayerit)
- Gibbsit-Mba2c (Hydrargillit)
- Gibbsit-PM2b2ac (Gibbsit)
- Gibbsit-Aba2c (Nordstrandit)

Diese ausführliche Benennung der Polytype wird zumeist abgekürzt:
- Bei einer Periodizität von 1 wird die Ziffer weggelassen.
- Bei tetragonalen und hexagonalen Verbindungen sind die ersten beiden Achsen identisch und können ganz weggelassen werden; der Bezeichner der Periodizität wird dann vor das Symbol für die Symmetrie geschrieben. Graphit-Haa2c kann so zu der allgemein gebräuchlichen Bezeichnung Graphit-2H abgekürzt werden. Gleiches gilt auch für pseudo-hexagonale Verbindungen, z. B. Cordierit-1PH.

Die abgekürzten Schreibweisen sind ebenfalls bei vielen Verbindungen mit geringerer Symmetrie gebräuchlich, auch wenn sie streng genommen nicht korrekt sind. So kann Muskovit-Mab2c (Muskovit-PHab2c) noch problemlos zu Muskovit-2M (Muskovit-2M1) abgekürzt werden, während beim Muskovit-Mba2c die Abkürzung zu Muskovit-2M2 die Regeln streng genommen bereits verletzt. Dennoch sind diese weit verbreiteten Bezeichnungen weiterhin gültig, ebenso wie unterschiedliche Mineralnamen für verschiedene Polytype einer Verbindung.